# أوقست بوش الرابع
أوقست بوش الرابع (بالإنجليزية: August Busch IV)‏ هو شخصية أعمال أمريكي، ولد في 15 يونيو 1964 في سانت لويس في الولايات المتحدة.

## وصلات خارجية
- أوقست بوش الرابع على موقع إن إن دي بي (الإنجليزية)